# La Nudista
La Nudista es un monumento que recrea a una mujer nudista situado en el centro de la ciudad española de Albacete.
Está localizado en la calle Arquitecto Vandelvira de la capital albaceteña, frente a una de las entradas del parque Abelardo Sánchez, por el paseo Simón Abril. Anteriormente estuvo situada en el bulevar del paseo de la Libertad, al comienzo del mismo, junto a la plaza del Altozano.
Se trata de una mujer nudista: la figura femenina, completamente desnuda, muestra una rosa con su mano derecha. Tallada en bronce, se encuentra elevada sobre un pedestal que constituye su base.
Inaugurado en 2003, es obra del escultor Arturo Martínez, cuya trayectoria artística le ha llevado a exponer sus obras en lugares como París, Bruselas, Nueva York o Chicago.